# Tropholampas loveni
Tropholampas loveni is een zee-egel uit de orde Cassiduloida.
De wetenschappelijke naam van de soort werd in 1880 gepubliceerd door Théophile Rudolphe Studer. De relatie met andere taxa in de orde is nog onduidelijk.